# Dotti di Müller

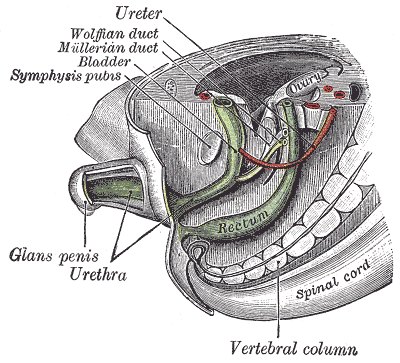

I dotti di Müller (noti anche come dotti paramesonefrici o dotti mulleriani) sono dei dotti accoppiati primitivi dell'embrione che corrono lungo i lati della cresta urogenitale.
Nella femmina questi dotti si svilupperanno per formare varie componenti dell'apparato genitale femminile tra cui: i tubi uterini, l'utero, la cervice e nell'ultimo terzo della vagina; nel maschio questi condotti si atrofizzano per poi andarsi a perdere. Questi condotti sono fatti di tessuto di origine mesodermica.
Nell'embrione fino alla sesta settimana di vita, i suddetti dotti coesistono con i dotti di Wolff e le gonadi sono indistinte. Dalla sesta o settima settimana in poi i rispettivi cromosomi Y nel maschio e X nella femmina attivano la diversificazione degli organi sessuali. Negli embrioni con genotipo XY, le gonadi si differenzieranno in testicoli, mentre negli embrioni con genotipo XX, le gonadi embrionali si differenzieranno in ovaie.

## Differenziamento sessuale nel maschio
Nel corso della 7ª settimana, nel testicolo in sviluppo è possibile riconoscere i tubuli seminiferi, le cellule del Sertoli e le cellule di Leydig, nell'ovaio, invece, si riconoscono i follicoli primordiali.
Le gonadi si collocano tra due sistemi di dotti, il dotto di Müller e il dotto di Wolff, i quali andranno incontro a modificazioni diverse in base al genotipo del feto, portando al differenziamento sessuale dei genitali interni entro la 8ª settimana di vita intrauterina.
Negli embrioni con genotipo XY, i genitali interni si differenziano grazie alla presenza del testosterone (T), il quale viene prodotto dalle cellule di Leydig.
L'azione del testosterone causa un cambiamento conformazionale del dotto di Wolff, promuovendolo in vaso deferente.
Inoltre il testosterone stimola la secrezione di ormone antimülleriano (AMH), prodotto dalle cellule del Sertoli, determinando la degradazione dei dotti di Müller.
In questo momento la secrezione di testosterone (da parte delle cellule di Leydig), è stimolata da un ormone placentare, la gonadotropina corionica umana (hCG), mentre in seguito verrà utilizzato l'ormone luteinizzante (LH).
Dal testosterone, nei tessuti bersaglio, si forma il diidrotestosterone (DHT), un androgeno il quale porterà a compimento lo sviluppo embrionale dei genitali esterni entro l'11ª settimana.

## Differenziamento sessuale nella femmina
Negli embrioni con genotipo XX, i genitali interni si differenziano in senso femminile per l'assenza di testosterone (T) e di ormone antimülleriano (AMH).
A causa dell'assenza di quest'ultimo, i dotti di Müller non possono degradare, così avviene la regressione dei dotti di Wolff e l'evoluzione dei dotti di Müller, che danno origine alle tube di Falloppio, alla porzione superiore della vagina e all'utero.
L'epitelio germinale femminile forma follicoli che contengono cellule uovo circondate da uno strato di cellule della granulosa.
Nella donna la prima divisione meiotica inizia durante la vita intrauterina, per poi fermarsi nella fase di dictiotene, l'ovocita rimarrà in questa fase fino alla pubertà.
Nel corso della vita intrauterina, però, la maggior parte di essi degenera e alla nascita residuano circa 1 milione di follicoli immaturi, anche se molti di essi andranno incontro ad atresia e solo circa 400.000 completeranno la maturazione fino all'ovulazione.
Durante le successive fasi della vita intrauterina, le ovaie secernono estradiolo e progesterone, stimolate da hCG placentare e, in parte, dall'ormone follicolo stimolante (FSH) e l'ormone luteinizzante (LH) fetali.
Successivamente alla nascita, la secrezione dei due ormoni si riduce e lo sviluppo sessuale si arresta in uno stadio immaturo fino alla pubertà.